# Región de Auckland
La Región de Auckland es una de las dieciséis regiones que conforman Nueva Zelanda y debe su nombre a la ciudad de Auckland, la ciudad más poblada de la región y situada en el centro geográfico. Es la región más habitada y el motor económico del país.

## Geografía
La región se extiende desde la desembocadura del Kaipara Harbour en el norte a través de los tramos del sur de la península de Auckland Norte, pasado el Waitakere Ranges y el istmo de Auckland a la Hunua Ranges y de baja altitud la tierra al sur del puerto de Manukau. La región termina dentro de unos pocos kilómetros de la desembocadura del río Waikato. Limita en el norte de la Región de Northland, y en el sur con Waikato. También incluye las islas del golfo de Hauraki.
En superficie de tierra es la más pequeña que el de otras regiones y autoridades unitario, salvo Nelson. Su punto más alto es la cumbre de la isla de Little Barrera, a 722 metros.

### Aguas territoriales
El océano Pacífico y el mar de Tasmania forman el litoral alrededor de la región de Auckland. La costa este está bañada por las aguas del golfo de Hauraki, un brazo del Pacífico resguardado por un considerable número de pequeñas y grandes islas, siendo la más notable la Isla Gran Barrera en el noreste. Un brazo de Hauraki, el puerto de Waitemata, forma el principal puerto y el de la ciudad de Auckland, y alojando también al puerto neozelandés más grande. La costa recorre 1.613 kilómetros de largo y la mayor parte del área costera marítima comprende entradas sensibles de marea y estuarios, semirodeando los puertos de Waitemata, Manukau y Kaipara.
Al oeste se encuentran dos grandes puertos naturales, el de Kaipara y el de Manukau. Ambos tienen entradas traicioneras y son poco usados por los navíos. El puerto de Kaipara (del cual la mitad sur está en la región de Auckland) es uno de los puertos naturales más grandes del mundo, cubriendo un área de 530 km². El puerto de Manukau, situado en el suroeste de la región, tiene un pequeño puerto en Onehunga y sufre dificultades en su navegación (especialmente cuando sopla el viento predominante del suroeste). La región disfruta de finas playas, concretamente en la costa sur de Kaipara. Destacan las playas de Muriwai y Piha.

### Campo volcánico
La mayor parte del área urbana de Auckland está situada sobre la cima del inactivo campo volcánico de Auckland. En la región se encuentran 49 volcanes de distintas edades, siendo el más antiguo de 150.000 años. La erupción más reciente ocurrió hace aproximadamente 600 años, terminando con unos cien de años de actividad durante la cual se formó la isla Rangitoto. Cada erupción volcánica ha tendido a ser más grande que la anterior, con Rangitoto realizando casi el 60% del volumen entero de material estallado. Todos los volcanes son relativamente pequeños y la mayor parte de ellos son de menos de 150 metros de altura.
Una importante cantidad de volcanes aucklandeses han sido nivelados o alterados considerablemente, en parte debido al histórico uso de los Māori para utilizar los conos como pas fortificados o para campos adosados.

## Demografía
A pesar de su pequeño tamaño, la región es con por el más poblada de Nueva Zelanda, con una población de 1.358.200 (estimación 2006), alrededor del 33% de la población del país. La Región es la de mayor crecimiento que cualquier otra parte del país, con una población creciente de más de 40.000 en los últimos 10 años - un aumento de más del 22% (según datos del censo de 1996, 2001 y 2006). Según el censo de 2001, la región de Auckland contiene 26,3% de la población europea en Nueva Zelanda, 24,3% del total maorí, 66,7% del total de los pueblos del Pacífico, el 63,7% del total de población de Asia y el 54,7% de la población total de "Otros" grupos étnicos.

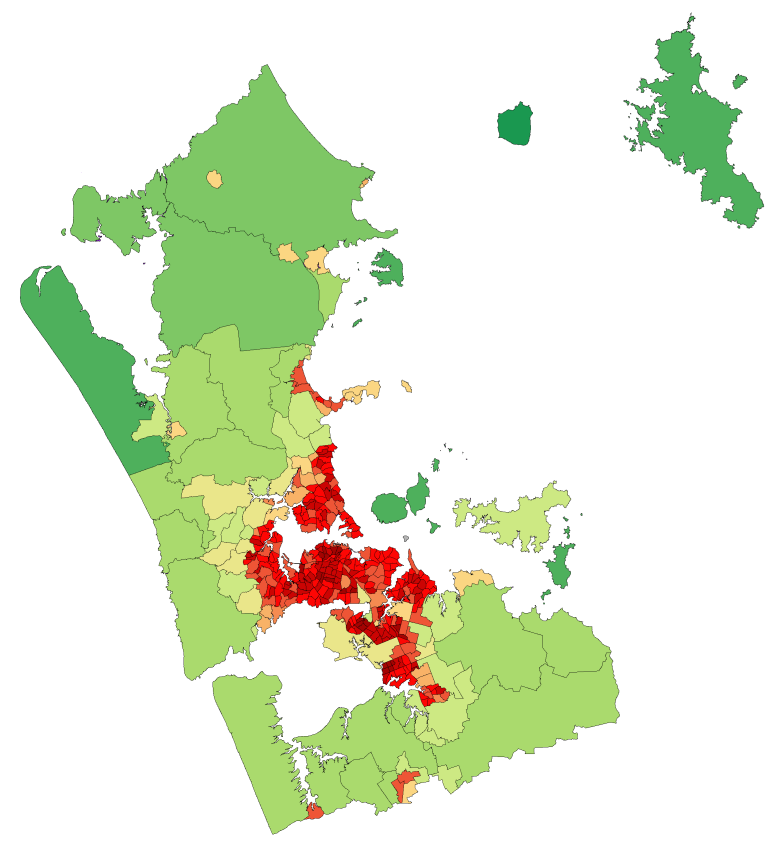
Densidad de población de la región de Auckland correspondiente al censo de 2006.

## Estructura gubernamental

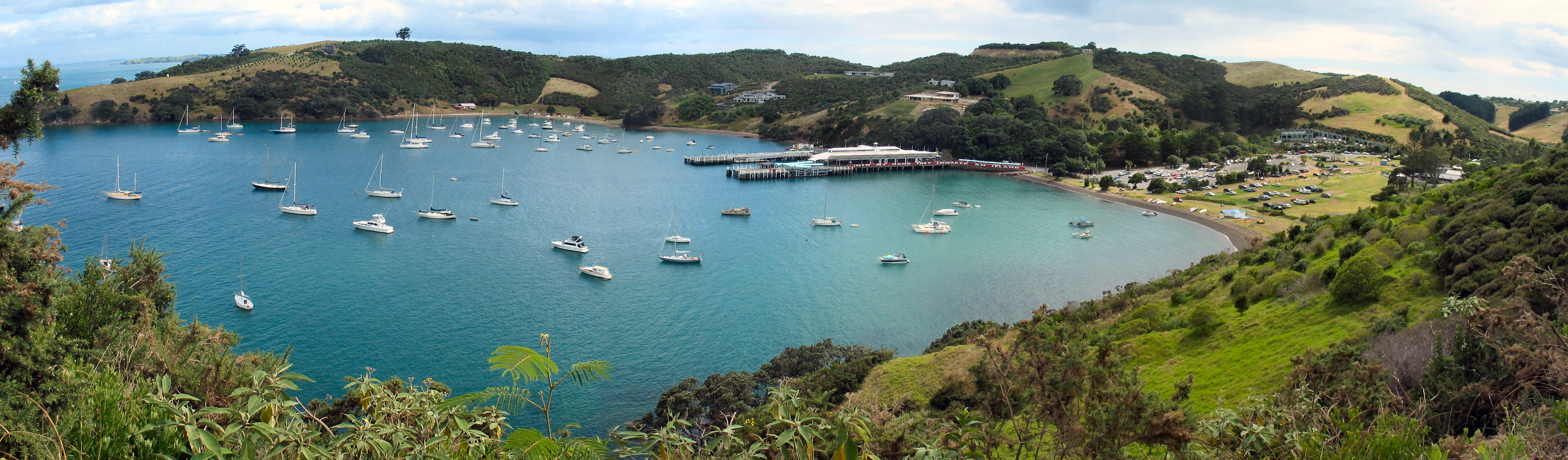
Valle y bahía de Matiatia, Isla Waiheke.

### Región
La región de Auckland está bajo la jurisdicción del Consejo Regional de Auckland (sucesor de la Autoridad Regional de Auckland), y de las Autoridades Territoriales Loacales, de las cuales hay siete en la región de Auckland, cuatro ciudades y tres distritos. Sin embargo, el Consejo Regional de Auckland (conocido comúnmente como ARC) ha limitado los controles sobre la ciudad, centrándose en la protección medioambiental, transporte público financiado y administrando los Parques Regionales y las áreas costeras. La gobernación de otros asuntos como la subdivisión, la infraestructura, servicios y el empleo de tierra es delegada a las Autoridades Territoriales Loacales.

### Distritos
Al norte del área urbana de Auckland está el distrito de Rodney, que incluye las ciudades de Orewa, Warkworth, Helensville y Wellsford. Al sur está el distrito de Papakura, que contiene un suburbio del mismo nombre. Más allá del sur, la región de Auckland cubre la mitad norte del distrito de Franklin (la mitad del sur es la parte de la región Waikato). Franklin contiene las ciudades de Waiuku y Pukekohe.

### Ciudades
Entre los distritos generalmente rurales de Rodney y Franklin se encuentra el desarrollo urbano en las que se extienden las cuatro ciudades principales de la región. El área metropolitana de Auckland rodea el Puerto de Waitemata y se extiende al sur del istmo de Auckland a lo largo de las orillas del Puerto de Manukau. También se extiende al norte a lo largo de la costa de Golfo de Hauraki hasta Waiwera.
La ciudad de Auckland cubre la mayor parte del istmo. Al otro lado de Waitemata, desde Auckland City se encuentra la ciudad de North Shore. Al oeste de Auckland está Waitakere, bajo las colinas orientales de Waitakere Ranges. Finalmente, la ciudad de Manukau se extiende al sur de Auckland, cerca de la orilla este del puerto que comparte su nombre. El Aeropuerto Internacional de Auckland está situado en la ciudad de Manukau.
El área metropolitana también se extiende algo más allá de estas cuatro ciudades en las partes colindantes de los distritos de Papakura, Franklin y Rodney.